# Sarcobataceae
Sarcobatus là một họ thực vật hạt kín. Họ này mới công bố gần đây nên chỉ được một ít các nhà phân loại học công nhận.
Hệ thống APG III năm 2009 (không đổi so với hệ thống APG II năm 2003 và hệ thống APG năm 1998), công nhận họ này và đặt nó trong bộ Caryophyllales của nhánh core eudicots. Họ bao gồm 1 chi Sarcobatus, với tổng cộng 1 tới 2 loài cây bụi mọng nước, có gai, sinh sống tại tây nam Bắc Mỹ. Các loài cây này trước đây từng được đặt trong họ Chenopodiaceae.

## Các loài
Hai loài được nhiều tác giả công nhận là: 
- Sarcobatus baileyi Coville, 1892 (đồng nghĩa: Sarcobatus vermiculatus var. baileyi (Coville) Jeps., 1914. Đặc hữu Nevada. Cây bụi thấp cao khoảng 0,5–1 m. Lá có lông dài 10–16 mm.
- Sarcobatus vermiculatus (Hook.) Torr., 1848. Trong suốt khu vực phân bố của chi. Cây bụi cao 1–5 m. Lá không lông hay chỉ hơi có lông dài 15–40 mm.

## Hình ảnh

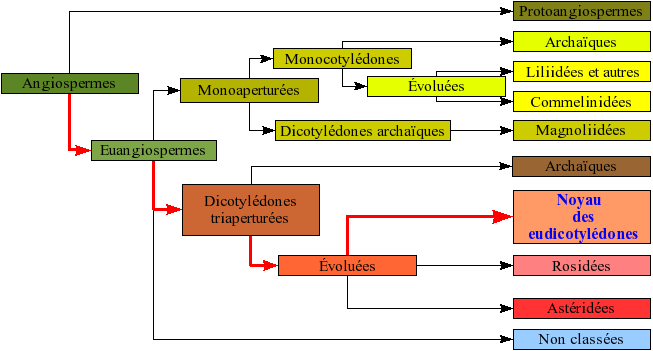
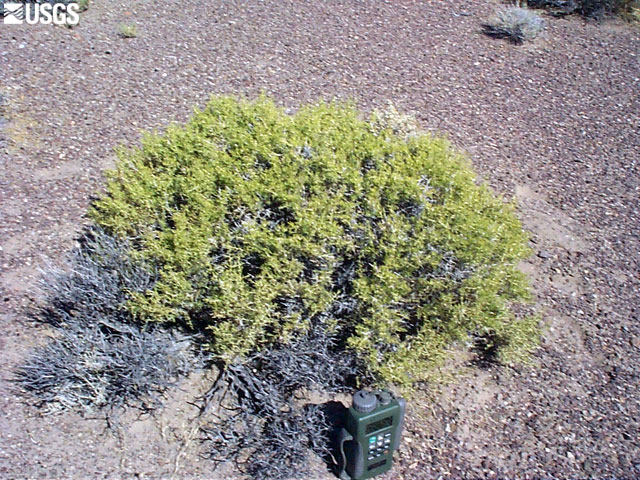
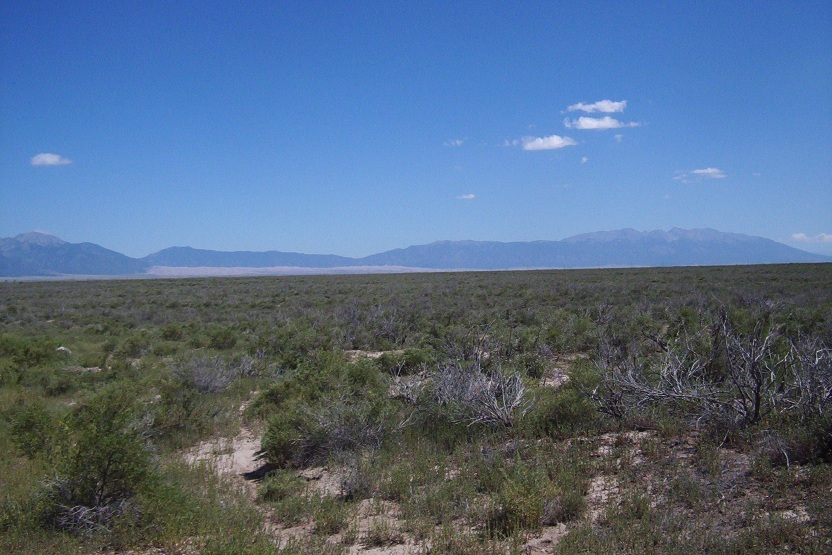